# ЛД Пистолеро
Владимир Пешков (Скопље, 4. октобар 1985), познатији под сценским именом ЛД Пистолеро, јесте македонски репер. Члан је реп група Легијата и Green Out с којима има неколико албума. ЛД Пистолеро има и соло каријеру, издао је два студијска соло албума: После мостот (2013) и Далеку (2019). Један је од познатијих македонских репера, његове песме имају вишемилионску гледаност на јутјубу. Познат је и као вешт реп фристајлер.
Поред музичке каријере, он је репрезентативац Северне Македоније у кендоу. Има једну златну и неколико брозаних медаља у том спорту.
Залаже се за декриминализацију конопље.